# Спартак-УГП
Футбольний клуб «Спартак-УГП» (Анапа) або просто «Спартак-УГП» (рос. Футбольный клуб «Спартак-УГП» Анапа) — російський футбольний клуб з міста Анапа, виступає у Вищій лізі чемпіонату Краснодарського краю.

## Хронологія назв
- 1986—1987 — «Динамо»
- 1988—1994, 1996—1997, 2000—2003 — «Спартак»
- 1995 — «Гекріс»
- 1998—1999 — «Анапа»
- 2010—2012 — «Парус»
- 2012 — «Анапа»
- 2013 — «Понтос»
- 2014—н.ч. — «Анапа»

## Історія
У 1988-1989 роках виступав у 3-й зоні другої ліги СРСР, а в 1990-1991 роках — у другій нижчій лізі СРСР (1990 — 4-а зона, 1991 — 5-а зона). У 1992-1993 роках виступав у зоні «Захід» першої ліги. Після реорганізації першої ліги (коли там почав проводитися єдиний турнір, а не три зональних) клуб опинився у другій лізі, в зоні «Захід», де виступав у 1994-1995 роках та в 1997 року (з перервою на 1996 рік, коли команда через складне фінансове становище опинилася лігою нижче, в 1-й зоні третьої ліги, де посіла 1-е місце). З 1998 по 2008 рік (з перервами в 1999, 2000 та 2004 роках) виступав у зоні «Південь» другого дивізіону. У 2000 році виступав у КФК, зона «Кавказ», а в 2004 році — в ЛФЛ, зона «Південь». У 2008 році команду тренував Лев Майоров, колишній футболіст, який був відомий своїми виступами за новоросійський «Чорноморець», а 2007 року був ще другим тренером. На початку 2009 року команда припинила існування через складну фінансову ситуацію. На початку 2010 року клуб знову повертається під назвою «Парус». Кістяк команди складають гравці колишнього «Спартак-УГП». Після закінчення Чемпіонату Краснодарського краю з футболу, де «Парус» зайняв 3-є місце, було вирішено команду перевести в Витязево, а в Анапі залишити команду рівня 2-ї ліги Чемпіонату Краснодарського краю. У 2013 році команда була перейменована в ФК Понтос (Витязево) і під цим назва виступала у вищій лізі Краснодарського краю. У 2014 році клуб знову був перейменований, у ФК «Анапа» і виступає у вищій лізі чемпіонату Краснодарського краю.

## Досягнення
- У першості РРФСР: 1-е місце в зональному турнірі в 1987 році;
- У першості СРСР: 1-е місце в 5-й зоні другої нижчої ліги 1991 року;
- У першості Росії: найкращий результат — 9-е місце в зоні «Захід» першої ліги в 1992 році;
- У Кубку Росії: найкращий результат — вихід у 1/32 фіналу в 1992/93; 1994/95; 2006/07
- Володар Кубка Півдня — 2004;
- Володар Кубка Росії КФК — 2004

Найбільші перемоги:
- У першості РРФСР: 7:0 («Ірістон» Ардон, 1987)
- У першості СРСР: 6:0 («Блакитна Нива» Слов'янськ-на-Кубані, 1990)
- У першості Росії: 13:0 ( «Спартак»-Дубль Нальчик, 1996); 7:1 («Сочі-04», 2004)
- У першості Росії КФК: 11:1 («Азов» Азов, 2004)

Найбільші поразки:
- У першості СРСР: 0:3 («Терек» Грозний, 1989)
- У першості Росії: 0 6 («Ангушт» Назрань, 2001)
- У Кубку Росії: 3:5 («Терек» Грозний, 2006)
- У першості Росії КФК: 1:6 («Газпром-Бекенез» Карабудахкент 2004 року); 0:5 («Центр-Р-Кавказ» Краснодар, 2000)

 'Рекордсмени клубу:' 
- Найбільша кількість матчів за клуб: Іван Юдін — 320 матчів (у тому числі 284 — в чемпіонатах на професіональному рівні).
- Найкращий бомбардир: Тимур Закіров — 108 м'ячів.
- Найкращий бомбардир за сезон: Дмитро Александров — 29 м'ячів (2004)

## Відомі гравці
- Ігор Абдразаков
- Михайло Воронов
- Тимур Закіров
- Ігор Неучев
- Іван Левенець
- Андрій Підгурський
- Олександр Саєнко
- Алан Сакієв
- Анатолій Сєдих
- Андрій Служителев
- Олександр Троян
- Альберт Цараєв
- Олексій Чистяков